# パイロットウイングス
『パイロットウイングス』は、1990年12月21日に任天堂から発売されたスーパーファミコン用スカイスポーツ・シミュレーションゲーム。1991年8月13日にはアメリカで、1993年3月21日にはヨーロッパでも発売。
後に続編となるNINTENDO 64用ソフト『パイロットウイングス64』（1996年）、ニンテンドー3DS用ソフト『パイロットウイングス リゾート』（2011年）が発売された。

## 概要
スーパーファミコンの回転・拡大・縮小機能（Mode 7）を活用した擬似3Dを表現するゲームで「フライトクラブ」というフライトスペシャリスト養成所に入会した主人公を操作し、4つの種目で高得点を目指す内容となっている。開発元は任天堂情報開発本部でプロデューサーは宮本茂、ディレクターは杉山直、音楽は近藤浩治と岡素世が担当している。
『ファミコン通信』の「クロスレビュー」にてシルバー殿堂入りを獲得した。任天堂はこのゲームの発売後に「飛ばず嫌いになっていませんか？」という広告をゲーム雑誌に掲載した。ニンテンドー ゲームキューブ版の発売も、『週刊ファミ通』の発売日未定欄にしばらく記載されるなど、検討されていた。
本作発売後、他機種でも遊べるようになった（#他機種版）。

## ゲーム内容

### システム
プレイヤーは「フライトクラブ」という一見平和的なスカイスポーツスクールを装ったフライトスペシャリスト養成所に入会し、ライトプレーン（軽飛行機）、スカイダイビング、ロケットベルト、ハンググライダーの四種を、与えられた課題をこなしていきながら上達を図っていく。4つのエリアが用意されており、これをフライトエリアと呼ぶ。こなすべき種目、課題はフライトエリア毎に異なる。評価は100点満点だが、いくつかの種目では100+αの点が得られるボーナスチャンスが存在する。
各種目の合計点がフライトエリアごとの規定の点数に達すれば、全ての種目をこなさなくてもライセンスが貰え、次のフライトエリアに進むことができる。
4つのフライトエリアを修了すると、なぜか突然教えを請うた教官達が麻薬のシンジケートに囚われるという「事件」が発生し、問答無用でミサイル搭載の攻撃ヘリコプターでアジトに突入し、多くの飛び交う対空砲火をよけながら特定のヘリポートに着陸するという極秘指令が与えられる。一発被弾したら即座にゲームオーバーとなる。
このミッションをクリアするとタイトル画面が変わり、夕暮れ時の街を見下ろしたような画面になる。また難易度がさらに上がったEXPERTモードになり、同じフライトエリア・教官・種目で降雪、降雨、強風、夜間にアレンジされる。
最後は再びヘリコプターのミッションを拝命し、前回を遥かに上回る苛烈な対空砲火を潜り抜け、前回と同様に目的地であるヘリポートへの着陸を目指す。
ライトプレーン・ロケットベルト・ヘリコプターには燃料設定があり、燃料切れでゲームオーバーとなる。
採点対象は所要時間や精度や角度や、リングやビームの通過や接触の有無など多岐にわたる。

### 種目と課題
ライトプレーン（軽飛行機）
全てのフライトエリアで登場する複葉機。初心者でも容易に操縦出来るよう操作は簡略化されラダーやトリムなどの操作はないものの、揚力や慣性、失速や風見効果など飛行機の特性をある程度考慮しており当時のコンシューマー機用ゲームとしては本格的なものとなっている。表現上の制約によりバンク角やピッチ角が制限されているため宙返りなどのアクロバチックな飛行は出来ず、旅客機並みのかなり鈍重な挙動となっている。空中に設置されたガイドビームにタッチしながら着陸、または所定のリングをくぐって滑走路へ着陸し、滞空時間と着陸時の進入角度、精度を競う。
フライトクラブの必修科目となっており、空中からスタートするフライトエリアと滑走路から離陸も行うフライトエリアがある。
スカイダイビング
ヘリで高度3800フィートまで上昇、縄ばしごから「とうっ！」の掛け声とともにダイブする。落下中は体の傾きにより落下速度と進行方向を制御でき、高度1000フィート以下になるとパラシュートの展開が可能になる。パラシュートは左右の旋回とフレアが行える操作性の高いラム・エア型で、前方へ滑空しながら降下する。なお、ゲームの進行上必ずしもパラシュートを開く必要はないが、開かないとまともな得点を取ることができず、地面に激突すると教官の厳しいコメントが出る。
落下中は空中に設置された複数のリングを出来るだけ多く通過し、パラシュート展開後は地上ターゲットへの着地の精度を競う（アキュレシーランディング）。
ロケットベルト
背中に背負ったブースターを使って空中飛行を行う。慣性の影響を強く受ける。視点の切替が可能。フライトエリアの随所にあるドーム状の物体に乗るとバウンドし跳ね上がることが出来るが、ゲームの進行には影響しない。
リングを潜ったりビームに接触する課題が与えられ、全てクリアした後に地上ターゲットへ着地しその精度を競う。課題クリア前に着地してしまうと減点になるが、一部の場所では減点されない。なお、EXPERTモードではターゲットに着地する際、視点を切り替えていないと着地しても得点が下がってしまう。
青い炎で出力大の高速移動用と赤い炎で出力小の微調整用がある。
ハンググライダー
ライトプレーンに牽引され空中からスタート。マップ上に上昇気流が発生しているポイントがあり、それに乗ると高度を急上昇させることができる。ハング用の地上ターゲットはスカイダイビングやロケットベルトとは別に設置されている。
規定の高度に達するか所定のリングを2回潜った後、地上ターゲットへの着地精度を競う。
上記4種目は、EXPERTモードになると以下のようにカラーリングが変化する。
| 種目             | 要素           | 変化前       | 変化後 （EXPERTモード） |
| ---------------- | -------------- | ------------ | ----------------------- |
| ライトプレーン   | 機体色         | 赤           | 青                      |
| スカイダイビング | パラシュート   | 赤と黄の縦縞 | 青と緑の縦縞            |
| スカイダイビング | ウェア         | 銀           | 赤                      |
| ロケットベルト   | ヘルメット     | 赤           | 銀                      |
| ロケットベルト   | ウェア         | 黄           | 緑                      |
| ハンググライダー | グライダーの翼 | 赤           | 黄                      |
| ハンググライダー | ウェア         | 黄           | 赤                      |

ヘリコプター
極秘指令では、サーチライトとミサイル（弾数無限）を装備した攻撃ヘリコプターに搭乗する。
敵の地上砲台に打ち落とされたらゲームオーバー。敵の砲台は、発砲時のプレイヤーの進行方向と速度から正確な3連弾の地対空砲撃射撃をしてくるので、発砲されたら即座に進路を変更しなければならない。
敵の砲台に照準を合わせると警報音が鳴るため、木の影に隠れて見えない砲台も、この警報音を手がかりにしてミサイルで撃破できる。
EXPERTモードでは夜間飛行となり、サーチライトを明るくできる（ゲームの進行に影響はない）。
ボーナスチャンス
スカイダイビング・ロケットベルト・ハンググライダーの各種目で条件を満たすと挑戦できるが、種目により内容が異なる。
スカイダイビング
条件：移動するターゲットに着地（途中のリングがくぐれていなくても確定で100点獲得）
ペンギンの着ぐるみを纏ったプレイヤーが高さ1000フィートの飛び込み台からプールへ飛び込む。着水した場所により取得できるポイントが異なる。ランダムで3種類のプールがあり、それぞれで最高得点も異なる(50~70点)。
ロケットベルト
条件：水上を移動するターゲットに着地（減点もなくなり100点獲得）
カモメらしきデザインの翼を装着したプレイヤーが、トランポリンで大ジャンプしながら地上のポイントターゲット（Pマーク）を踏んだ後、プールへ飛び込む。ポイントターゲット、プールそれぞれでポイントが加算される。LボタンかRボタンで視点も切り替えられる。トランポリンの配置は3通り。
ハンググライダー
条件：スカイダイビング・ロケットベルト用のターゲットに着地
ニワトリのようなものに扮したプレイヤーがAボタン連打で激しく羽ばたきながら飛距離を競う。飛距離が長いほど取得できるポイントが高い。

### ステージ構成
フライトエリア1
メサやビュートの立ち並ぶ砂漠地帯に作られた練習用フライトエリア。無風。広大な滑走路を1本備える。
フライトエリア2
草原地帯に作られたフライトエリア。無風。滑走路が左右平行に2本併設されている。右側の方が短く狭い分ポイントが高く設定されている。種目にロケットベルトが追加。
フライトエリア3
洋上の孤島に作られたフライトエリア。 北の風 1m/s。直角に交わった2本の滑走路を持ち、ロケットベルト用ターゲットが海上に設置されている。スカイダイビングに代わりハンググライダーの技量が試される。
フライトエリア4
幾何学的な形状の人工島に建設されたフライトエリア。 北東の風 2m/s。4つの種目が全て登場する。ライトプレーン時は滑走路にガイドビームが付くが、フライトエリア1と違い、触れても得点にはならない。
イラフ島1（極秘指令1）
軍も手を焼くほどの強大な麻薬シンジケートがアジトを構える要塞のような島。砲身のない未知の軍事技術で作られた地対空兵器が島内のいたる所に設置され、プレイヤーのヘリを迎撃する。
フライトエリア5以降はEXPERTモード。合格までの合計点も20点ずつ上がる。
フライトエリア5（フライトエリア1の発展型）
積雪のため、見渡す限りの雪景色となっている。滑走路にも残雪があり、これに一定速度以上の飛行機が乗るとランディング・ギアを破損し失敗となる。ターゲットもリングも小さくなっている。 東の風 4m/s。
フライトエリア6（フライトエリア2の発展型）
雨雲が低く垂れ込め、雨天後で滑走路が濡れているため、飛行機の停止に必要な制動距離が伸びる。 北西の風 5m/s。
フライトエリア7（フライトエリア3の発展型）
夕闇の迫る上空は強風が吹いており、かなり風に流される。 北西の風 6m/s。
フライトエリア8（フライトエリア4の発展型）
強風に加え視界不良の夜間でのシチュエーションとあって、最終試験にふさわしい高難易度となっている。ただし、よく見れば見えないこともない。ターゲット、滑走路等は光っているので見落とすことはない。 西の風 6m/s。
イラフ島2（極秘指令2、イラフ島1の発展型）
視界不良の夜間でのシチュエーションとなっている。イラフ島1よりも数多く設置された地対空兵器が、プレイヤーのヘリを迎撃する。
フライトエリアごとの種目（イラフ島除く）は以下の通り。発展型のエリアの種目は元のエリアの種目と同一。
| 種目             | フライトエリア | フライトエリア | フライトエリア | フライトエリア |
| 種目             | 1 / 5          | 2 / 6          | 3 / 7          | 4 / 8          |
| ---------------- | -------------- | -------------- | -------------- | -------------- |
| ライトプレーン   | ○              | ○              | ○              | ○              |
| スカイダイビング | ○              | ○              | -              | ○              |
| ロケットベルト   | -              | ○              | ○              | ○              |
| ハンググライダー | -              | -              | ○              | ○              |

### 登場人物
田中文也人当たりの良い穏やかな青年。だが、失敗時には「わざとやってませんか」などの辛辣なコメントを吐くこともある。
白石蘭フライトクラブの紅一点。続編の『パイロットウイングス64』には未登場だが、取扱説明書のQ&Aに彼女についての質問がある。
インディ・スコットややカタコトの日本語を喋る金髪の白人男性。元空軍のパイロットという噂がある。
黒田藤兵衛滅多なことでは笑顔を見せない鬼教官だが、涙もろい熱血漢でもある。単車の免許しか持っておらず、ヘリを操縦できないと主張している。極秘指令（EXPERT含む）も担当しており、EXPERTの極秘指令で、政府の要人である兄が麻薬シンジケートの捜査に関わっているとして、人質にされている事を伝える。後に『大乱闘スマッシュブラザーズX』でシールとして登場した。
ボーナスチャンスで高得点を取ると、どの教官も共通で(ただし、表現は若干異なる)「ラッキーだ」という。
各教官の担当フライトエリア（イラフ島除く）等は以下の通り。発展型のエリアの担当教官は元のエリアの担当教官と同一。
| 教官名             | 年齢 | 担当 フライトエリア | 種目で100点を取った際の反応 ※セリフ（ボーナスチャンス除く） |
| ------------------ | ---- | ------------------- | ----------------------------------------------------------- |
| 田中文也           | 28歳 | １、５              | 目を見開いて驚愕する ※まっ、まいりました。                  |
| 白石蘭             | 24歳 | ２、６              | 目が点になる ※ここまでやるとは思わなかったわ。              |
| インディ・スコット | 31歳 | ３、７              | 目を回す ※オー！マイ ガッ！                                 |
| 黒田藤兵衛         | 49歳 | ４、８              | 涙を流す ※何も言わん！よくやった。                          |

## 他機種版
| No. | タイトル                             | 発売日                                   | 対応機種           | 開発元             | 発売元 | メディア                              | 備考                         |
| --- | ------------------------------------ | ---------------------------------------- | ------------------ | ------------------ | ------ | ------------------------------------- | ---------------------------- |
| 1   | パイロットウイングス                 | 2009年8月21日 2009年9月28日 2010年4月6日 | Wii                | 任天堂情報開発本部 | 任天堂 | ダウンロード （バーチャルコンソール） | 2019年1月31日 配信・販売終了 |
| 2   | パイロットウイングス                 | 2013年5月29日 2013年7月4日               | Wii U              | 任天堂情報開発本部 | 任天堂 | ダウンロード （バーチャルコンソール） |                              |
| 3   | パイロットウイングス                 | 2016年3月3日 2016年4月6日                | Newニンテンドー3DS | 任天堂情報開発本部 | 任天堂 | ダウンロード （バーチャルコンソール） |                              |
| 4   | スーパーファミコン Nintendo Classics | 2019年9月6日                             | Nintendo Switch    | 任天堂             | 任天堂 | ダウンロード                          |                              |

## 開発
スーパーファミコン発売の2年前である1988年11月21日に任天堂本社で開催された、最初のスーパーファミコン発表会にて『ドラゴンフライ』の仮称でマスコミ向けにビデオ上映された、複葉機で飛行するフライトシミュレーターが本作の原型である。本作がスーパーファミコンの新機能をアピールするのに誂え向きのデモンストレーション的性質が色濃いのはこのためである。
翌年1989年7月28日に行われた2回目の発表会では、タイトルはそのままに自機が羽で飛行する架空の航空機に変更され、地面を見下ろす俯角のアングルの見下ろし型シューティングゲームに変更されたものが公開された。後の発表で『フライトクラブ』へと改題され、ゲームシステムも当初のフライトシミュレーターへと戻り、最終的に製品版の名称の『パイロットウイングス』としてリリースが決定した。
本作ではロムカートリッジ内に拡張チップのDSP-1を搭載することで、2軸回転処理など、スーパーファミコン本体が持つ能力以上の映像技術をスムーズに動作させることを実現している。滑走路やターゲット、建築物など地表オブジェクトが配置された地面は起伏のない完全な平面であるが、回転・拡大・縮小機能によってダイナミックに動くパースペクティブで描かれ、半透明のグラデーションを重ねた擬似的なフォグで空気遠近法による距離感も表現している。ガイドビームやリング、上昇気流など高低差のあるオブジェクトは3次元の座標を持ったスプライトオブジェクトによって表現。さらに地平線や雲などが描かれた遠景を消失点と連動させるなど、画面内の要素を基礎的な遠近法に基づいて描画している。

### スタッフ
- エグゼクティブ・プロデューサー：山内溥
- プロデューサー：宮本茂
- ディレクター：杉山直
- プログラマー：加藤周平、矢嶋肇、河越巧
- グラフィック・デザイナー：スージー、森直樹
- サウンド・コンポーザー：近藤浩治、岡素世

## 評価
ゲーム誌『ファミコン通信』の「クロスレビュー」では合計30点（満40点）でシルバー殿堂入りを獲得、『ファミリーコンピュータMagazine』の読者投票による「ゲーム通信簿」での評価は以下の通りとなっており、21.51点（満30点）となっている。この得点はスーパーファミコン全ソフトの中で103位（323本中、1993年時点）となっている。また、『SUPER FAMICOM Magazine』1993年8月情報号特別付録の「スーパーファミコンオールカタログ'93」巻末に収録されている「部門別ベスト30」では、オリジナリティ20位を獲得している。
| 項目           | 得点  |
| -------------- | ----- |
| キャラクタ     | 3.49  |
| 音楽           | 3.47  |
| 操作性         | 3.46  |
| 熱中度         | 3.64  |
| お買得度       | 3.42  |
| オリジナリティ | 4.03  |
| 総合           | 21.51 |